# 졸로투른-보르프라우펜 철도
졸로투른-보르프라우펜 철도(Solothurn–Worblaufen railway)는 스위스 베른주와 졸로투른주에 있는 29.71km 길이의 미터궤 전철이다. 졸로투른-졸리코펜 구간은 1916년 졸로투른-베른 전기 협궤 철도(ESB)에 의해 개통되었으며, 이 철도는 베른-촐리코펜 철도와 병합되어 졸로투른-촐리코펜-베른 철도(SZB) 1922년에 개통되었다. 촐리코펜-보르프라우펜선은 1924년에 개통되어 기차가 베른과 졸로투른 사이를 직접 운행할 수 있게 되었다. (그때까지 승객은 촐리코펜에서 갈아타야 했다) 두 회사는 베른-졸로투른 지역교통(RBS)으로 합병되었다. 1984. 현재 여객 운송은 베른 S-반으로 통합되고, 나머지 화물 운송은 2012년 12월 SBB 카고로 이전되었다.
노선은 S8호선 및 RE(레기오익스프레스) 서비스에 의해 제공된다. 보르프라우펜은 운영 센터이며, 창고와 RBS 워크샵도 있다. 모든 열차는 베른의 보르프라우펜에서 촐리코펜-베른 철도로 운행된다.
노선은 지속적으로 개선되고 있다. 짧은 구간을 제외하고 보르프라우펜과 예겐스토르프 사이, 그라펜리트와 프라우브루넨 사이에는 여러 개의 선로가 있다.

## 운행
1. 보르프라우펜 (Worblaufen)

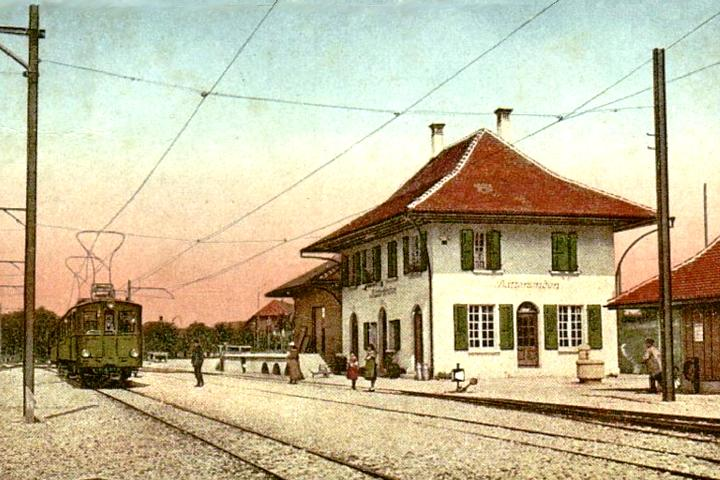
1916년 베터킨덴역

2. 오버촐리코펜 (Oberzollikofen)
3. 촐리코펜 (Zollikofen)
4. 프로데가 (Prodega)
5. 무스제도르프 (Moosseedorf)
6. 쇤빌-쇼피란트 (Schönbühl-Shoppyland)
7. 쇤빌 RBS (Schönbühl RBS)
8. 우르테넨 (Urtenen)
9. 예겐스토르프 (Jegenstorf)
10. 그라펜리트 (Grafenried)
11. 프라우브루넨 (Fraubrunnen)
12. 뷔렌춤호프 (Büren zum Hof)
13. 샬루넨 (Schalunen)
14. 호프 (Hof)
15. 베터킨덴 (Bätterkinden)
16. 퀴티코펜-크라일리겐 (Küttikofen-Kräiligen)
17. 론-뤼터코펜 (Lohn-Lüterkofen)
18. 아만제크 (Ammannsegg)
19. 비버리스트 RBS (Biberist RBS)
20. 블라이헨베르크 (Bleichenberg)
21. 졸로투른 (Solothurn)

## 참고자료
- Stolz, Theo; Bucher, Paul (1979). 《Solothurn-Zollikofen-Bern-Bahn. Geschichte und Rollmaterial》 (독일어). Worblaufen: Solothurn-Zollikofen-Bern-Bahn.
- Wägli, Hans G. (2004). 《Bahnprofil Schweiz '05'》 (독일어). Grafenried: Diplory Verlag.
- Wägli, Hans G. (2010). 《Schienennetz Schweiz und Bahnprofil Schweiz CH+》 (독일어). Zürich: AS Verlag. ISBN 978-3-909111-74-9.